# Neopanax macintyrei
Neopanax macintyrei là một loài thực vật có hoa trong Họ Cuồng cuồng. Loài này được (Cheeseman) Frodin mô tả khoa học đầu tiên năm 2003 publ. 2004.